# The Same Old Story
The Same Old Story è un cortometraggio muto del 1913. Il nome del regista non viene riportato nei credit del film che, prodotto dalla Essanay Film Manufacturing Company e distribuito dalla General Film Company, aveva come interpreti Augustus Carney, Beverly Bayne, Billy Mason, Eleanor Blanchard, Ruth Hennessy, Whitney Raymond.

## Trama
Una bella manicure fa girare la testa a un giovanotto che la invita nel suo ufficio quella sera alle sette. L'uomo racconta dell'appuntamento al suo segretario ma, alle sette meno qualche minuto, arriva anche la moglie del giovane, che si piazza su una poltrona, rifiutando di andarsene. Così, quando arriva l'avvenente manicure, per non creare problemi, viene presentata come la moglie del segretario. Peccato che in ufficio giunga anche la vera moglie, che riceve delle spiegazioni piuttosto fiacche. I due uomini saranno levati dagli impicci da Raymond, un imitatore, che riesce a tirarli fuori dai guai.

## Produzione
Il film fu prodotto dalla Essanay Film Manufacturing Company.

## Distribuzione
Distribuito dalla General Film Company, il film - un cortometraggio di una bobina - uscì nelle sale cinematografiche degli Stati Uniti il 14 maggio 1913.